# Баланс штангла
Баланс штангла је део вешања возила која доприноси стабилности возила, то је посебно приметно у кривинама и на лошим путевима. Баланс штангла је причвршћена за каросерију (или шасију) и повезује леви и десни точак возила тиме потпомаже стабилности возила независно од тврдоће амортизера и опруга. Први патент за баланс штанглу је додељен Канађанину Стивену Колмену 22. априла 1919.
Баланс штангла донекле ограничава горе-доле кретање два точка на истој осовини тиме спречавајући превелико нагињање возила на једну или другу страну, мада постоји доста варијација у дизајну заједничка функција свих баланс штангли је да примора да се точкови подижу и спуштају (на исти ниво) што је приближније могуће.